# Sveriges samfundsminister
Samfundsminister är det statsråd i Sveriges regering som har på sitt bord att handha frågor rörande trossamfund. Ibland finns det ingen uttalad samfundsminister, och då listas det statsråd som ansvarade för samfundsfrågor vid det tillfället. Tidigare, innan Svenska kyrkan och Svenska staten gick skilda vägar år 2000, var titeln kyrkominister.
Posten har förts till ett flertal olika departement.

## Sveriges kyrkoministrar till och med 1967
Vid årsskiftet 1967/1968 ersattes ecklesiastikdepartementet av utbildningsdepartementet. Dock hade det redan dessförinnan funnits konsultativa statsråd med titeln kyrkominister.
| Nr |  | Kyrkominister                  | Titel                                        | Tillträdde      | Avgick          | Varaktighet        | Parti | Parti              | Regering                                     |
| -- |  | ------------------------------ | -------------------------------------------- | --------------- | --------------- | ------------------ | ----- | ------------------ | -------------------------------------------- |
| 1  |  | Nils Quensel (1894–1971)       | Juristkonsult/Konsultativt statsråd          | 31 juli 1945    | 31 oktober 1951 | 6 år och 92 dagar  |       | Partilös           | Hansson IV S Erlander I S Erlander II S – BF |
| 2  |  | Sven af Geijerstam (1913–1990) | Juristkonsult och kyrko- och ungdomsminister | 29 augusti 1958 | 19 april 1963   | 4 år och 233 dagar |       | Socialdemokraterna | Erlander III S                               |

## Sveriges kyrkoministrar (1967-2006)
| Nr |  | Kyrkominister                  | Titel | Tillträdde        | Avgick            | Varaktighet        | Parti | Parti              | Regering                                 |
| -- |  | ------------------------------ | --- | ----------------- | ----------------- | ------------------ | ----- | ------------------ | ---------------------------------------- |
| 3  |  | Alva Myrdal (1902–1986)        | Nedrustnings- och kyrkominister Utrikesdepartementet                                                                                       | 14 oktober 1969   | 3 november 1973   | 3 år och 354 dagar |       | Socialdemokraterna | Palme I S                                |
| 4  |  | Hans Gustafsson (1912–1981)    | Kommun- och kyrkominister Kommundepartementet                                                                                              | 3 november 1973   | 8 oktober 1976    | 2 år och 340 dagar |       | Socialdemokraterna | Palme I S                                |
| 5  |  | Johannes Antonsson (1921–1995) | Kommun- och kyrkominister samt minister för nordiskt samarbete Kommundepartementet                                                         | 8 oktober 1976    | 18 oktober 1978   | 2 år och 10 dagar  |       | Centerpartiet      | Fälldin I C – M – FP                     |
| 6  |  | Bertil Hansson (1918–2013)     | Kommun- och kyrkominister samt minister för nordiskt samarbete Kommundepartementet                                                         | 18 oktober 1978   | 12 oktober 1979   | 0 år och 359 dagar |       | Folkpartiet        | Ullsten FP                               |
| 7  |  | Karl Boo (1918–1996)           | Kommun- och kyrkominister Kommundepartementet                                                                                              | 12 oktober 1979   | 8 oktober 1982    | 2 år och 361 dagar |       | Centerpartiet      | Fälldin II C – M – FP Fälldin III C – FP |
| 8  |  | Bo Holmberg (1942–2010)        | Kommun- och kyrkominister Kommundepartementet Civil- och kyrkominister Civildepartementet                                                  | 8 oktober 1982    | 4 oktober 1988    | 5 år och 362 dagar |       | Socialdemokraterna | Palme II S Carlsson I S                  |
| 9  |  | Margot Wallström (född 1954)   | Konsument-, kyrko- och ungdomsminister Civildepartementet                                                                                  | 4 oktober 1988    | 4 oktober 1991    | 3 år och 0 dagar   |       | Socialdemokraterna | Carlsson I S Carlsson II S               |
| 10 |  | Inger Davidson (född 1944)     | Civil-, konsument-, kyrko-, och ungdomsminister Civildepartementet                                                                         | 4 oktober 1991    | 7 oktober 1994    | 3 år och 3 dagar   |       | Kristdemokraterna  | Carl Bildt M – FP – C – KD               |
| 11 |  | Marita Ulvskog (född 1951)     | Civil-, kyrko-, idrotts-, jämställdhets-, ungdoms-, och konsumentminister Civildepartementet Kultur- och kyrkominister Kulturdepartementet | 7 oktober 1994    | 13 september 2004 | 9 år och 342 dagar |       | Socialdemokraterna | Carlsson III S Persson S                 |
| 12 |  | Lena Hallengren (född 1973)    | Förskole-, kyrko- och ungdomsminister, minister för vuxnas lärande Utbildningsdepartementet                                                | 13 september 2004 | 6 oktober 2006    | 2 år och 23 dagar  |       | Socialdemokraterna | Persson S                                |

## Sveriges samfundsministrar (2006-)
| Nr |  | Samfundsminister                    | Titel                                                                                          | Tillträdde       | Avgick                      | Varaktighet        | Parti | Parti              | Regering                           |
| -- |  | ----------------------------------- | ---------------------------------------------------------------------------------------------- | ---------------- | --------------------------- | ------------------ | ----- | ------------------ | ---------------------------------- |
| 13 |  | Cecilia Stegö Chilò (född 1959)     | Kulturminister Kulturdepartementet                                                             | 6 oktober 2006   | 14 oktober 2006             | 0 år och 8 dagar   |       | Moderaterna        | Reinfeldt M – C – FP – KD          |
| 14 |  | Lena Adelsohn Liljeroth (född 1955) | Kulturminister Kulturdepartementet                                                             | 24 oktober 2006  | 5 oktober 2010              | 3 år och 346 dagar |       | Moderaterna        | Reinfeldt M – C – FP – KD          |
| 15 |  | Stefan Attefall (född 1960)         | Civil-, samfunds-, och bostadsminister Socialdepartementet                                     | 5 oktober 2010   | 3 oktober 2014              | 3 år och 363 dagar |       | Kristdemokraterna  | Reinfeldt M – FP – C – KD          |
| 16 |  | Alice Bah Kuhnke (född 1971)        | Kultur-, samfunds-, och demokratiminister Kulturdepartementet                                  | 3 oktober 2014   | 21 januari 2019             | 4 år och 110 dagar |       | Miljöpartiet       | Löfven I S – MP                    |
| 17 |  | Amanda Lind (född 1980)             | Kultur- och demokratiminister samt minister med ansvar för idrottsfrågorna Kulturdepartementet | 21 januari 2019  | 30 november 2021            | 2 år och 313 dagar |       | Miljöpartiet       | Löfven II S – MP Löfven III S – MP |
| 18 |  | Jeanette Gustafsdotter (född 1965)  | Kulturminister Kulturdepartementet                                                             | 30 november 2021 | 18 oktober 2022             | 0 år och 322 dagar |       | Socialdemokraterna | Andersson S                        |
| 19 |  | Jakob Forssmed (född 1974)          | Socialminister Socialdepartementet                                                             | 18 oktober 2022  | innehar fortfarande ämbetet | 2 år och 303 dagar |       | Kristdemokraterna  | Kristersson M – KD – L             |